# Zapadnoapački jezik
Zapadnoapački jezik (ISO 639-3: apw), jezik atapaskanske porodice uže apačke skupine kojim govori 12 700 ljudi (1990 census) na nekoliko rezervata u Arizoni, SAD.
Zapadnoapačkim govori nekoliko apačkih plemenskih skupina, kolektivno nazivanih Zapadni Apači, svaka sa svojim vlastitim dijalektom: White Mountain, San Carlos, Cibecue, Tonto.
U upotrebi je i engleski [eng]. Pismo: latinica.

## Vanjske poveznice
- Ethnologue (14th)
- Ethnologue (15th)